# Sis dies de Bendigo
Els Sis dies de Bendigo era una cursa de ciclisme en pista, de la modalitat de sis dies, que es corria a Bendigo (Austràlia). Només es disputà l'edició de 1960.

## Palmarès
| Any  | Primers                     | Segons                    | Tercers                        |
| ---- | --------------------------- | ------------------------- | ------------------------------ |
| 1960 | Vic Browne · William Lawrie | Doug Adams · Charly Walsh | Laurence Byers · Richie Thomas |